# Anomaloglossus tamacuarensis
Anomaloglossus tamacuarensis é uma espécie de anfíbio da família Aromobatidae. Pode ser encontrada na Serra de Tapirapecó, no estado do Amazonas, na Venezuela, e no estado do Amazonas, no Brasil.